# ورزشگاه احمد بن علی
ورزشگاه احمد بن علی (عربی: ملعب أحمد بن علی) معروف به ورزشگاه الریان یک ورزشگاه چند منظوره در الریان قطر است که در حال حاضر بیشتر برای مسابقات فوتبال استفاده می‌شود؛ این ورزشگاه همچنین محل بازی باشگاه ورزشی الریان و باشگاه ورزشی الخریطیات می‌باشد.
این ورزشگاه یکی از میزبانانجام جهانی فوتبال ۲۰۲۲، جام ملت‌های آسیا ۲۰۱۱ و فیفا عرب کاپ ۲۰۲۱ بوده‌است.

## موقعیت
این استادیوم در خارج از شهر الریان و در شرق شهر دوحه واقع شده‌است. فاصله استادیوم احمد بن علی تا شهر دوحه به‌طور تقریبی ۲۰ کیلومتر است.

## تاریخچه
محل کنونی ورزشگاه احمد بن علی که با نام استادیوم الریان نیز شناخته می‌شود، یک استادیوم قدیمی در این شهر بوده‌است که در سال‌های ۱۹۶۰ تا ۱۹۷۲ با نام امیر قطر به نام ورزشگاه احمد بن علی آل ثانی شناخته می‌شد. این ورزشگاه برای اولین بار در حد سالهای ۲۰۰۱ تا ۲۰۰۲ ساخته شد و از سال ۲۰۰۳ مورد بهره‌برداری قرارگرفت. این ورزشگاه که در اختیار باشگاه ورزشی الریان قرار دارد، ۱۱ سال مورد استفاده قرار گرفت و پس از ان در سال ۲۰۱۵ برای تعمیرات و بازسازی جهت میزبانی از جام جهانی ۲۰۲۲ تعطیل شد. برنامه نخست دولت قطر برای این ورزشگاه، ترمیم و توسعه ان بود اما در نهایت تصمیم به تخریب کلی و ساخت مجدد یک ورزشگاه جدید گرفته شد. استادیوم جدید احمد بن علی بین سالهای ۲۰۱۶ تا ۲۰۲۰ ساخته شد و در اواخر سال ۲۰۲۰ با دیدار فینال امیر کاپ قطر بین دو تیم السد و العربی دوباره افتتاح شد.

## معماری

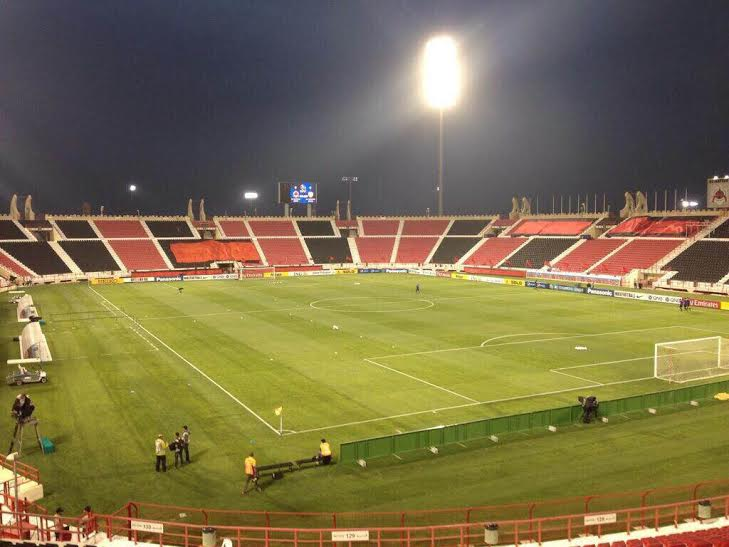
ورزشگاه احمد بن علی در لیگ قهرمانان آسیا

### گنجایش
این ورزشگاه برای جام جهانی گنجایش ۴۰۰۰۰ صندلی را دارا می‌باشد، به گفته مسئولان قطری پس از جام جهانی صندلی‌های ان به نصف کاهش میابد و ظرفیتی ۲۱۰۰۰ نفری خواهد داشت.

### طراحی بدنه بیرونی ورزشگاه
معماری این ورزشگاه نمادهای فرهنگی قطر را در نمای مواج خود نشان می‌دهد. این ورزشگاه به منظور رعایت این موارد از مصالح و روش‌های ساختمانی سازگار با محیط زیست ساخته شده‌است. در طراحی بخش‌های بیرونی اضافه شده به این استادیوم از فرم تپه‌های شنی الهام گرفته شده‌است که در بیابان‌های اطراف این استادیوم موجود هستند. در نمای این استادیوم نیز از نقوش سنتی مانند: جانوران بومی، کویر، اهمیت خانواده، سپرهای جنگی و گیاهان این کشور که هر یک ریشه در میراث تاریخی این کشور دارد استفاده شده‌است.

### ویژگی‌های اصلی ورزشگاه جدید
این استادیوم دارای سیستم خنک‌کننده مصنوعی و سازگار با محیط زیست است که ازطریق یک ایستگاه مرکزی با ظرفیت خنک‌کننده ۱۶۰۰ تن تأمین می‌شود. این ایستگاه آب سرد را از طریق نیروگاه به ورزشگاه و از آنجا به تعداد زیادی واحد تصفیه هوا که در محل مستقر شده‌اند منتقل می‌کند تا دمای مورد نیاز جایگاه و محوطه زمین را تأمین کند. سکوهای ورزشگاه با سقف پوشیده شده تا از تابش مستقیم نور خورشید جلوگیری کند، دو صفحه ال ای دی بالای سالن در پشت دروازه‌ها آویزان شده‌اند و پروژکتورها نیز در سایبان تعبیه شده‌است.
ورزشگاه احمد بن علی علاوه بر این زمین فوتبال، شش زمین تمرین فوتبال، یک زمین کریکت، پیست اسب سواری، پیست دوچرخه سواری و دویدن، تجهیزات بدنسازی و یک پیست دو و میدانی نیز دارد که تنها بخشی از امکاناتی است که برای استفاده‌کنندگان در نظر گرفته شده‌است.

## سیستم حمل و نقل
این ورزشگاه توسط ایستگاه مترو
«الرفاء» که در امتداد خط ایستگاه مرکزی دوحه «البیدا» قرار دارد سرویس دهی می‌شود.

## نتایج مسابقات اخیر

### جام عرب فیفا ۲۰۲۱
| تاریخ          | زمان  | تیم شماره۱ | نتیجه | تیم شماره۲ | گروه   | حضور  |
| -------------- | ----- | ---------- | ----- | ---------- | ------ | ----- |
| ۳۰ نوامبر ۲۰۲۱ | ۱۳:۰۰ | تونس       | ۵_۱   | موریتانی   | گروه B | ۲٬۴۹۴ |
| ۱ دسامبر ۲۰۲۱  | ۱۳:۰۰ | الجزایر    | ۴_۰   | سودان      | گروه D | ۲٬۲۰۳ |
| ۴ دسامبر ۲۰۲۱  | ۱۳:۰۰ | اردن       | ۰_۴   | مراکش      | گروه C | ۷٬۸۹۰ |
| ۶ دسامبر ۲۰۲۱  | ۲۲:۰۰ | عمان       | ۳_۰   | بحرین      | گروه A | ۲٬۴۷۷ |

### جام جهانی فوتبال ۲۰۲۲
ورزشگاه احمد بن علی میزبان هفت مسابقه جام جهانی۲۰۲۲ خواهد بود.
| تاریخ          | زمان  | تیم شماره۱          | نتیجه | تیم شماره۲ | گروه             | حضور   |
| -------------- | ----- | ------------------- | ----- | ---------- | ---------------- | ------ |
| ۲۱ نوامبر ۲۰۲۲ | ۲۲:۰۰ | ایالات متحده آمریکا | ۱–۱   | ولز        | گروه B           | ۴۳٬۴۱۸ |
| ۲۳ نوامبر ۲۰۲۲ | ۲۲:۰۰ | بلژیک               | ۱–۰   | کانادا     | گروه F           | ۴۰٬۴۳۲ |
| ۲۵ نوامبر ۲۰۲۲ | ۱۳:۰۰ | ولز                 | ۰–۲   | ایران      | گروه B           | ۴۰٬۸۷۵ |
| ۲۷ نوامبر ۲۰۲۲ | ۱۳:۰۰ | ژاپن                | ۰–۱   | کاستاریکا  | گروه E           | ۴۱٬۴۷۹ |
| ۲۹ نوامبر ۲۰۲۲ | ۲۲:۰۰ | ولز                 | ۰–۳   | انگلستان   | گروه B           | ۴۴٬۲۹۷ |
| ۱ دسامبر ۲۰۲۲  | ۱۸:۰۰ | کرواسی              | ۰–۰   | بلژیک      | گروه F           | ۴۳٬۹۸۴ |
| ۳ دسامبر ۲۰۲۲  | ۲۲:۰۰ | آرژانتین            | ۲–۱   | استرالیا   | مرحله یک شانزدهم | ۴۵٬۰۳۲ |

### جام ملت‌های آسیا ۲۰۲۳
ورزشگاه احمد بن علی میزبانی هفت مسابقه در جام ملت‌های آسیا ۲۰۲۳ را برعهده داشت.
| تاریخ          | زمان       | تیم شماره١ | نتیجه                  | تیم شماره٢        | گروه           | حضور   |
| -------------- | ---------- | ---------- | ---------------------- | ----------------- | -------------- | ------ |
| ۱۳ ژانویه ۲۰۲۴ | ساعت ۱۴:۳۰ | استرالیا   | ۲–۰                    | هند               | گروه B         | ۳۶٬۲۵۳ |
| ۱۵ ژانویه ۲۰۲۴ | ساعت ۱۷:۳۰ | اندونزی    | ۱–۳                    | عراق              | گروه D         | ۱۶٬۵۳۲ |
| ۱۸ ژانویه ۲۰۲۴ | ساعت ۱۷:۳۰ | هند        | ۰–۳                    | ازبکستان          | گروه B         | ۳۸٬۴۹۱ |
| ۲۱ ژانویه ۲۰۲۴ | ساعت ۲۰:۳۰ | قرقیزستان  | ۰–۲                    | عربستان سعودی     | گروه F         | ۳۹٬۵۵۷ |
| ۲۸ ژانویه ۲۰۲۴ | ساعت ۱۹:۰۰ | تاجیکستان  | ۱–۱ (۵–۳) ضربات پنالتی | امارات متحدهٔ عربی | یک هشتم نهایی  | ۳۳٬۵۸۴ |
| ۲ فوریه ۲۰۲۴   | ساعت ۱۴:۳۰ | تاجیکستان  | ۰–۱                    | اردن              | یک چهارم نهایی | ۳۵٬۵۳۰ |
| ۶ فوریه ۲۰۲۴   | ساعت ۱۸:۰۰ | اردن       | ۲–۰                    | کرهٔ جنوبی         | نیمه نهایی     | ۴۲٬۸۵۰ |